# ردیاب خورشیدی

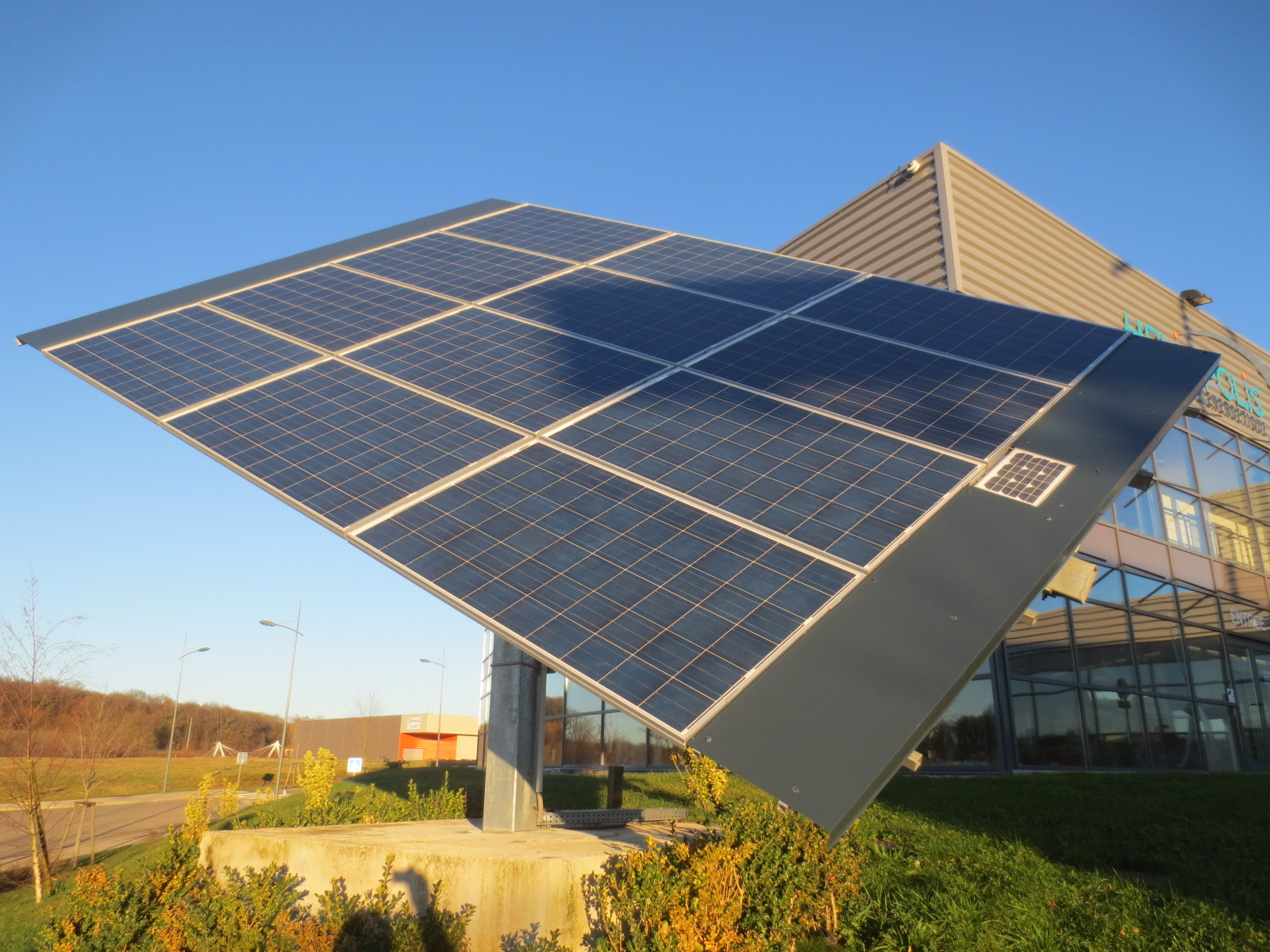
سلول‌های فتوولتاییک نصب‌شده روی ردیاب خورشیدی

ردیاب خورشیدی (انگلیسی: Solar tracker) وسیله‌ای است که بار مفید را در جهت خورشید حمل می‌کند. بار مفید معمولاً پنل خورشیدی، آینه خورپا و … است.
برای سامانه‌های فوتوولتاییک پنل مسطح، ردیاب خورشیدی برای تنظیم زاویه تابش با سطح استفاده می‌شود. هرچه نور قائم‌تر به پنل اصابت کند میزان برق تولیدی نیز افزایش می‌یابد لذا این دستگاه به صورت خودکار هنگام طلوع خورشید تا غروب پنل را در جهت خورشید تنظیم می‌کند.
در شرایط نیمه ابری نیز این دستگاه با چرخش مکانی پنل را در معرض نور قرار می‌دهد.